# ГЕС Пінбань
ГЕС Пінбань (平班水电站) — гідроелектростанція на півдні Китаю у провінції Гуансі. Знаходячись після ГЕС Tianshengqiao II, становить нижній ступінь каскаду на річці Наньпан, правому витоку Hongshui (разом з Qian, Xun та Сі належить до основної течії річкової системи Сіцзян, котра завершується в затоці Південно-Китайського моря між Гуанчжоу та Гонконгом). При цьому нижче по сточищу на Hongshui створено власний каскад, верхньою станцією якого є ГЕС Лунтань.
В межах проєкту річку перекрили бетонною гравітаційною греблею заввишки 67 метрів та  завдовжки 449 метрів. Вона утримує водосховище з об'ємом 211 млн м3 (корисний об'єм 26,8 млн м3) та припустимим коливанням рівня поверхні у операційному режимі між позначками 437,5 та 440 метрів НРМ (під час повені рівень може зростати до 445,6 метра НРМ, а об'єм — до 278 млн м3).
Пригреблевий машинний зал обладнали трьома турбінами типу Каплан потужністю по 138,5 МВт (номінальна потужність станції рахується як 405 МВт), які забезпечують виробництво  1603 млн кВт-год електроенергії на рік.